# معركة موكلين (1280)
معركة موكلين أو كارثة موكلين (1280) وقعت في 23 يونيو 1280، في بلدية غراناديان من موكلين، دارت المعركة بين جيشي مملكة غرناطة بقيادة محمد الثاني سلطان غرناطة وتاج قشتالة، وهو اتحاد بين مملكة قشتالة ومملكة ليون يتألف بمعظمه من منظمة فرسان سانتياغو (بالإسبانية: Orden de Santiago)‏ بقيادة سانشو الرابع ملك قشتالة (بالإسبانية: Sancho IV de Castilla)‏ وجونزالو رويز خيرون (بالإسبانية: Gonzalo Ruiz Girón)‏ سيد فرسان سانتياغو.